# بوگار
بوگار (به انگلیسی: Bogar) حکیم و سدهار قوم تامیل بود که در زمانی بین ۵۵۰ تا ۳۰۰ سال قبل از میلاد زندگی می‌کرده‌است. بوگار از پیروان کلنگل ناتار بود. او در سلسه جبال پالانی در جنوب هندوستان به دنیا آمد. او تحصیلات خود را نزد مادر و پدربزرگش فراگرفت که شرح آن در روایات و متون متعددی آمده‌است. یکی از این متون کتاب «بوگار ۷۰۰۰» است که خود بوگار در آن به توصیف ریشه‌های بومی‌اش می‌پردازد. بوگار از ایالت تامیل نادوی هند به چین رفت و در مورد روشنگری و روشن‌اندیشی تدریس کرد، به این موضوع نیز در کتاب بوگار ۷۰۰۰ اشاره شده‌است. بنا بر گفته‌ها بوگار در حالت سامادی در زیر مکان مقدس معبد پالانی موروگان است. بوگار برای سفرهای خود از جنوب هند به چین از طریق سری‌لانکا، مسیر دریایی Tamraparniyan را انتخاب کرد. (Tamraparni باستان)

## میراث
بوگار که خودش یکی از پیروان آموزه‌های آگاستیا بود، به آموزش مدیتیشن، کیمیا، طراحی یانترا و کریا یوگا در معبد کاتاراگاما موروگان پرداخت و یک طرح هندسی از نماد یانترا را بر روی یک صفحه فلزی حک کرد و آن را در قدس‌القداس معبد کاتاراگاما نصب کرد. بوگار یکی از اولین زائرانی است که از موروگان تیروپادای سریلانکا عبور کرده‌است. بر اساس افسانه‌ها و متون مقدس معبد پالانی، بوگار بت موروگان را در معبدی در پالانی با مخلوط کردن نه گیاه سمی با روشی منحصربه‌فرد ساخته‌است. او همچنین معبدی برای موروگان در روستای پومبارای قرارگاه کوهستانی کودیکانال در ایالت تامیل نادوی هند بنا نهاد.
مجسمه‌ای از لرد موروگان در ناواپاشانام وجود دارد. گفته می‌شود شیری که روی این مجسمه ریخته شده‌است با برخی از گیاهانی که مجسمه از آن‌ها ساخته شده، مخلوط شده‌است و در نتیجه درمان مؤثری برای بیماری‌ها در طول زمان بوده‌است. گفته می‌شود که کاهنان معبد موروگان در پالانی تا قرن شانزدهم از نوادگان پولیپانی، یکی از شاگردان بوگار بوده‌اند.
بر اساس اسناد طب سیدها، بوگار کاشف اکسیر جاودانگی بود. فارماکوگنوزی شناخته شده‌ترین رساله اوست. آثار دیگر بوگار کار روی یوگا و تیراندازی با کمان و واژه‌نامه پزشکی است. او پس از پایان مراقبه در تپه‌های کوه اساطیری مرو به پالانی آمد.

## آثار مهم
- بوگار سپتا کاندام ۷۰۰۰[۷]
- بوگار جاناناساگارام ۵۵۰
- بوگار نیگاندو ۱۲۰۰
- بوگار نیگاندو کاروکیدای
- بوگار نیگاندو کاییدو
- بوگار وایتیا کاویام ۱۰۰۰
- بوگار ۷۰۰
- بوگار پانچاپاتچی ساتهیرام
- بوگار کارپام ۳۰۰
- بوگار ورما سوتهیرام ۱۰۰
- بوگار مالای واگادام
- بوگار ۱۲۰۰۰
- بوگار نیگاندو ۱۷۰۰
- بوگار وایتیام ۱۰۰۰
- بوگار سراکو وایپو ۸۰۰
- بوگار اپدسام ۱۵۰
- بوگار رانا واگادام ۱۰۰
- بوگار گناناسارامسام ۱۰۰
- بوگار کارپا سوتهیرام ۵۴
- بوگار وایتیا سوتهیرام ۷۷
- بوگار موپو سوتهیرام ۵۱
- بوگار گنانا سوتهیرام ۳۷
- بوگار اتانگا یوگام ۲۴
- بوگار پوجاویتی ۲۰[۸]
- دائو ده جینگ (دفتر راه و فضیلت) (قدیس اغلب با لائوتسه در هند شناخته می‌شود)[۹]

## پیروان مهم
ماها آواتار باباجی
پولیپانی
کنکنار
کاروورار
ناندیسوار
کمالا مونی
ساتا مونی
ماچامونی
سونداردار